# Appaleptoneta credula
Appaleptoneta credula är en spindelart som först beskrevs av Willis J. Gertsch 1974.  Appaleptoneta credula ingår i släktet Appaleptoneta och familjen Leptonetidae. Inga underarter finns listade i Catalogue of Life.